# Neurigona unicolor
Neurigona unicolor är en tvåvingeart som beskrevs av Oldenberg 1916. Neurigona unicolor ingår i släktet Neurigona och familjen styltflugor. Inga underarter finns listade i Catalogue of Life.